# Coll Roig (Dorres)
Coll Roig és una collada situada a 2.728 m alt del límit dels termes comunals de Dorres i de Portè, tots dos de la comarca de l'Alta Cerdanya, a la Catalunya del Nord. És a l'extrem nord del terme de Dorres i al nord-oest del d'Angostrina i Vilanova de les Escaldes, a la Serra de Coll Roig, al nord-est del Puig Occidental de Coll Roig, al sud-oest del Puig Oriental de Coll Roig i al nord-oest de l'Estany de Coll Roig.